# Serie 120 de Renfe
La serie 120 de Renfe o ATPRD (AuTo Propulsado Rodadura Desplazable) es una familia de trenes de alta velocidad de ancho variable fabricados por CAF y Alstom. Realizan servicios denominados Alvia, en la sección de Alta Velocidad/Larga Distancia  de Renfe Viajeros.
Disponen de cambio de ancho y pueden operar con dos tensiones (3 kVcc y 25 kVca). Tienen una velocidad máxima de 250 km/h. Existe una versión destinada a trayectos de Media Distancia, denominada serie 121.

## Descripción

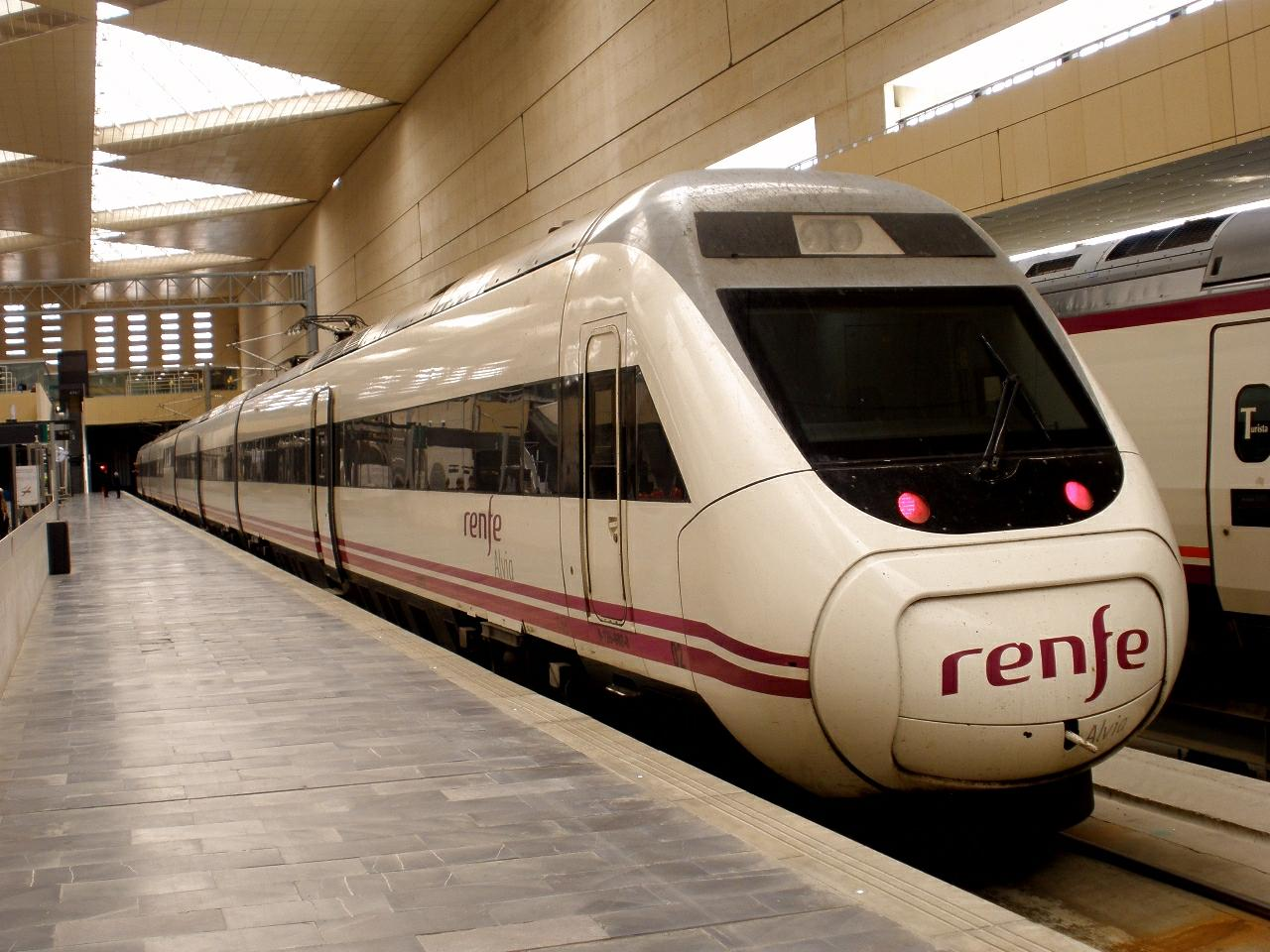
Unidad de la serie 120 de Renfe

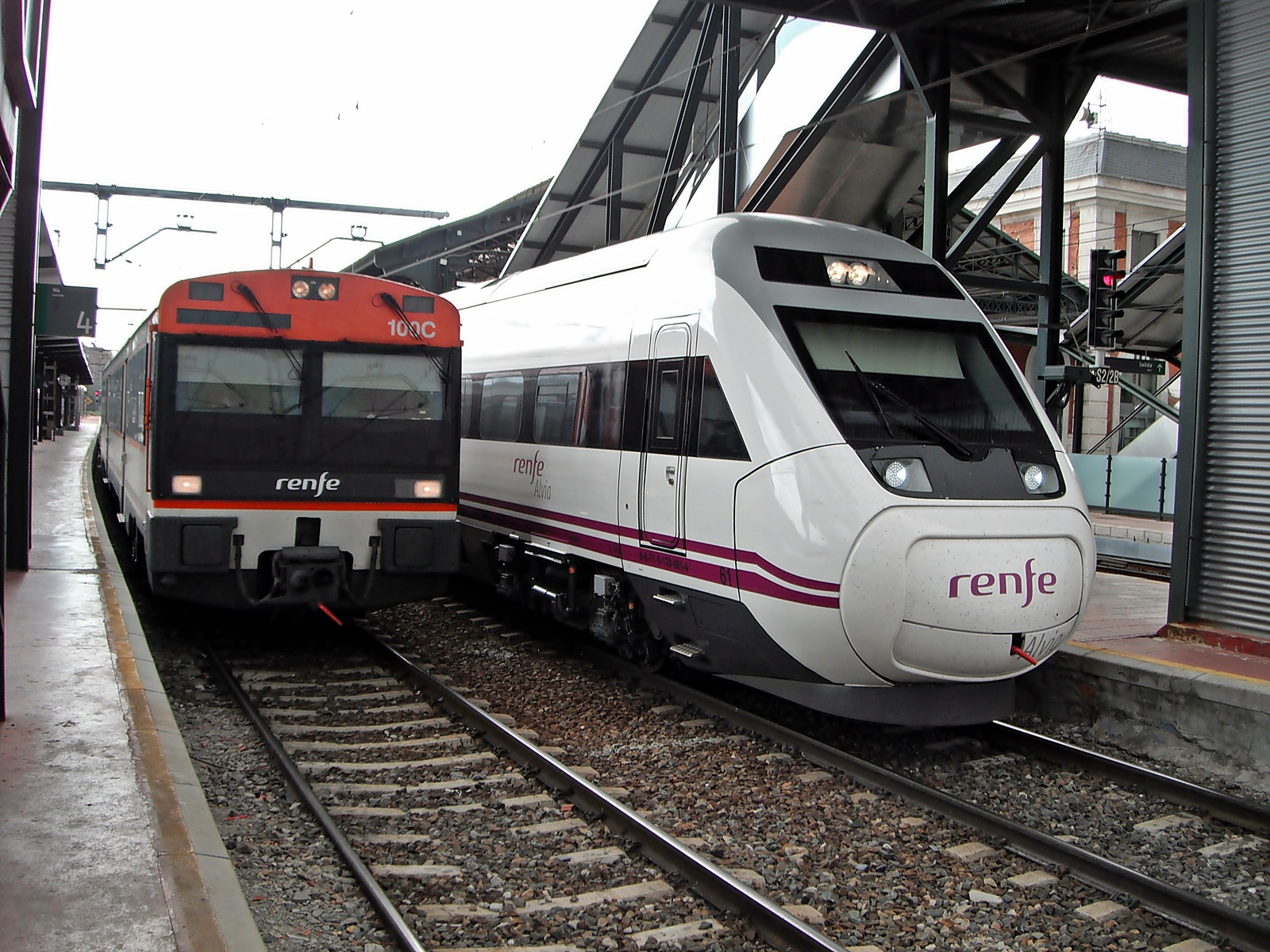
Alvia Serie 120 estacionado (derecha) junto con Regional Serie 440 de Renfe esperando su salida (izda), en la Estación de Valladolid-Campo Grande.

La serie 120 fue concebida como una solución a la pérdida de tiempo que se producía en los cambiadores de ancho, ya que es capaz de atravesar el cambiador sin detenerse en menos de un minuto, evitando las laboriosas maniobras que se realizaban anteriormente. Para ello se utiliza el sistema BRAVA (Bogie Rodadura de Ancho Variable).
Está fabricado por CAF y Alstom, con un sistema de tracción distribuido. Pueden circular por líneas de alta velocidad con ancho internacional a una velocidad máxima de 250 km/h y por vías convencionales de ancho ibérico a 220 km/h.
La configuración interior dispone de cafetería, 81 plazas de clase preferente y 156 de clase turista. Dispone de bases de enchufe eléctricas en los asientos, situados bajo ellos. También hay enchufes en cafetería y en la cabina del interventor, y tomas de fuerza de 2 polos + tierra de 220V/16A (tapa color azul) distribuidas a lo largo del tren para uso del personal de limpieza.
El mantenimiento de la serie lo hace ACTREN Mantenimiento Ferroviario, sociedad formada al 51% por CAF y al 49% por RENFE. Para su correcto mantenimiento y seguridad, la flota S-120 cuenta con un avanzado sistema de mantenimiento inteligente de su bogie de ancho variable basado en temperaturas y aceleraciones correspondientes a los equipos y sistemas que componen los ejes y bogies del tren. El sistema de mantenimiento inteligente recibe el nombre de A.U.R.A y es un servicio prestado por la empresa NEM Solutions. Actualmente uno de los sistemas más avanzados de mantenimiento predictivo del sector.

## Subseries

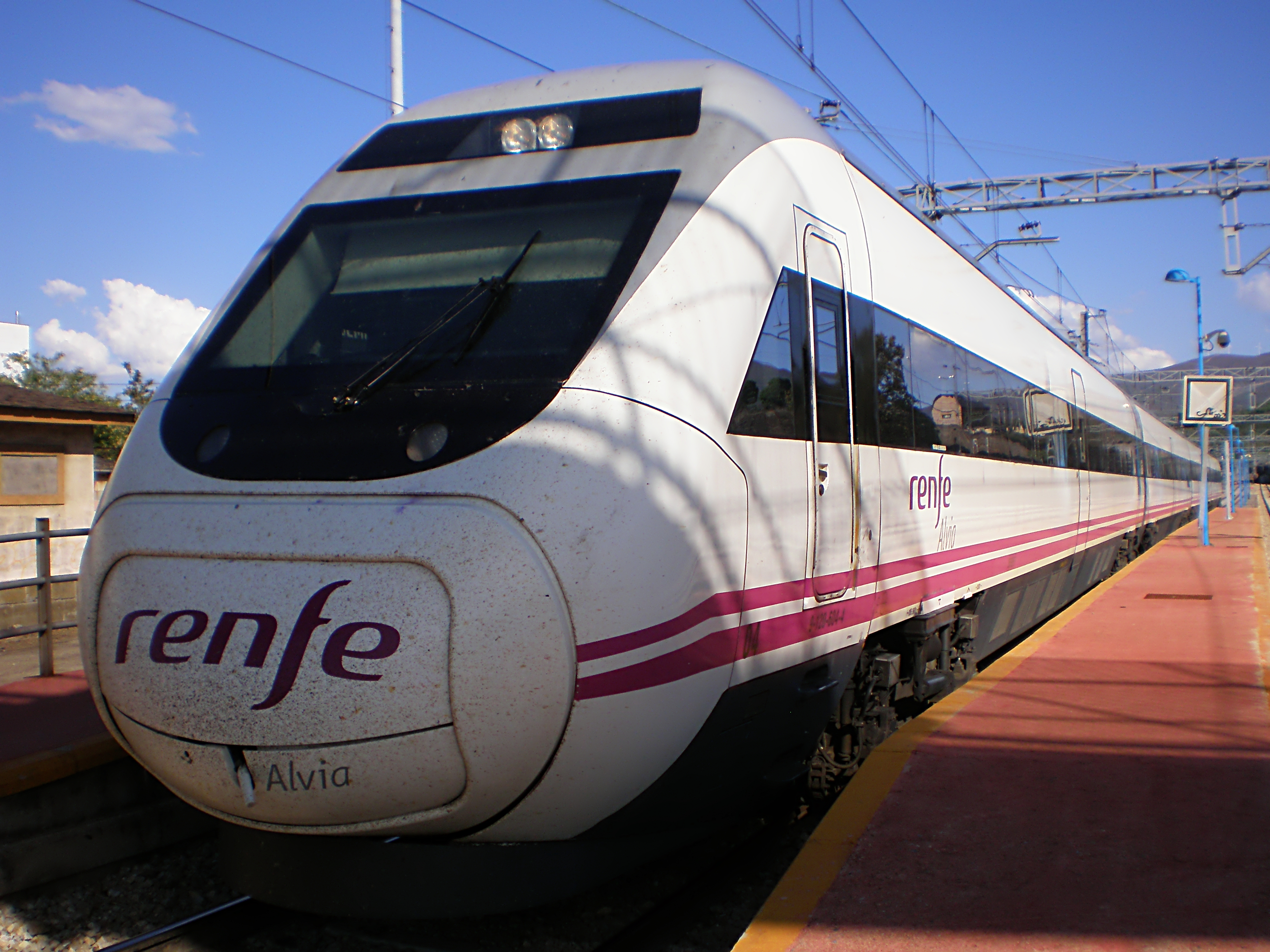
Un automotor eléctrico de la serie 120 de Renfe Operadora, que realiza un servicio Alvia Barcelona Sants - Vigo, arranca después de realizar su parada comercial en la estación de Bembibre. 06-05-2009.

La serie se divide en dos subseries, más una serie derivada. La primera subserie se compone de 12 unidades, que comenzaron a entregarse en 2005. Posteriormente se encargó una segunda con ciertas diferencias tecnológicas, la segunda subserie dispone de un transformador auxiliar, requisito de seguridad necesario para poder atravesar túneles de gran longitud como los de Guadarrama. Además hay pequeñas diferencias en la distribución interior, como un menor número de plazas, aunque prácticamente se mantiene la misma configuración destinada a viajes de larga distancia. Esta segunda subserie fue numerada como 120.05 y se compone de 15 unidades llamadas técnicamente AVGL (Ancho Variable Grandes Líneas).
Junto con la subserie 120.05 se encargaron otros 29 trenes de las mismas características pero destinados a relaciones Avant de Media Distancia, que fueron englobados en la serie 121. La principal diferencia entre las series 120.05 y 121 es la distribución interior, ya que en la 121, como serie de Media Distancia, carece de cafetería y clase preferente a cambio de un mayor número de asientos.

## Servicios
Esta serie empezó ofreciendo principalmente el servicio Alvia de Renfe Operadora entre Madrid-Puerta de Atocha y Barcelona-Estación de Francia, usando la L.A.V. Madrid–Barcelona a finales de 2005, y el 20 de febrero de 2008 dejó de prestar ese servicio para usarse como Alvia igualmente en otras relaciones. Algunas unidades reforzaron el servicio Alaris para compensar la escasez de trenes de la Serie 490 de Renfe. Las relaciones que operan por la línea Madrid-Barcelona a día de hoy son Madrid-Logroño, Madrid-Pamplona (usando el cambiador de ancho de Plasencia de Jalón) así como Barcelona-San Sebastián y Barcelona-Bilbao utilizando el cambiador de Zaragoza, alternándose los trenes de baja y alta subserie.
Desde el 15 de septiembre de 2008, los S-120 de la línea Madrid-Valencia/Castellón-Madrid son sustituidos por trenes Alvia de la serie 130. Desde ese día se encargan del Alvia entre Barcelona y Vigo sustituyendo al Talgo VI, utilizando la línea de alta Velocidad hasta Zaragoza. En 2012 fueron sustituidos por S130
El 14 de diciembre de 2008 comenzaron a operar en las Relaciones Bilbao-Barcelona e Irún-Barcelona con acople o separación de ramas en Castejón de Ebro utilizando el tramo de alta velocidad Zaragoza-Barcelona.
El 27 de abril de 2011 comenzaron a operar los 120 de alta subserie sustituyendo a los 130 en la relación Madrid- Hendaya/Bilbao abando y viceversa, manteniendo la doble composición entre Madrid y Miranda de Ebro, un año más tarde se inauguró el servicio Madrid-Vitoria, realizado también con la subserie alta. Con la inauguración de la LAV Venta de Baños-Burgos en julio de 2022 los servicios en Doble composición pasaron a realizarse en composición simple, aumentándose las frecuencias y reduciendo el tiempo de viaje unos 40 minutos, no obstante, experimentaron problemas en el cambiador de ancho de Burgos al situarse este en una pendiente.
Desde el 2 de junio de 2013 la serie 120 sustituye a la serie 130 en la relación Madrid-Huelva.
Desde junio de 2013 la serie 120.0 sustituye a la Serie 121 en el servicio Intercity Barcelona-Valladolid vía Logroño y Burgos. Dicho servicio fue prolongado el 25 de marzo de 2019 hasta Salamanca desde Valladolid con parada en Medina del Campo para evitar transbordo. Dicho servicio fue suprimido en 2020 por la pandemia del COVID'19 pero en enero de 2021 volvió a realizarse, pero esta vez con un 130 y vía Pamplona.
Desde junio de 2021 los 120.050 realizan el servicio Intercity "Torre del Oro" entre Barcelona y Cádiz a Través de Valencia, Albacete, Alcázar de San Juan y Linares-Baeza utilizando las secciones de alta velocidad Barcelona-Tarragona y Córdoba-Sevilla. 
Una derivación de estos automotores circula por una línea de alta velocidad en Turquía.